# Sistotrema albopallescens
Sistotrema albopallescens är en svampart som först beskrevs av Bourdot & Galzin, och fick sitt nu gällande namn av Bondartsev & Singer 1941. Enligt Catalogue of Life ingår Sistotrema albopallescens i släktet Sistotrema,  och familjen Hydnaceae, men enligt Dyntaxa är tillhörigheten istället släktet Sistotrema,  och familjen Sistotremataceae. Arten är reproducerande i Sverige. Inga underarter finns listade i Catalogue of Life.